# Okręg wyborczy nr 33 do Sejmu Rzeczypospolitej Polskiej (1991–1993)
Okręg wyborczy nr 33 do Sejmu Rzeczypospolitej Polskiej (1991–1993) obejmował województwo krakowskie. W ówczesnym kształcie został utworzony w 1991. Wybieranych było w nim 13 posłów w systemie proporcjonalnym.
Siedzibą okręgowej komisji wyborczej był Kraków.

## Wybory parlamentarne 1991
Głosowanie odbyło się 27 października 1991.
| Komitet wyborczy                                      | Komitet wyborczy                                                  | Głosów | %     | Mandaty | Wybrani posłowie                             |
| ----------------------------------------------------- | ----------------------------------------------------------------- | ------ | ----- | ------- | -------------------------------------------- |
|                                                       | Unia Demokratyczna                                                | 89 050 | 21,06 | 3       | Jan Rokita, Józefa Hennel, Tadeusz Syryjczyk |
|                                                       | Konfederacja Polski Niepodległej                                  | 72 171 | 17,06 | 2       | Robert Moczulski, Mirosław Lewandowski       |
|                                                       | Porozumienie Obywatelskie Centrum                                 | 36 627 | 8,66  | 1       | Kazimierz Barczyk                            |
|                                                       | Kongres Liberalno-Demokratyczny                                   | 33 297 | 7,87  | 1       | Waldemar Pelc                                |
|                                                       | Sojusz Lewicy Demokratycznej                                      | 32 658 | 7,72  | 1       | Aleksander Krawczuk                          |
|                                                       | Wyborcza Akcja Katolicka                                          | 29 677 | 7,02  | 1       | Zbigniew Dyka                                |
|                                                       | Krakowska Koalicja Solidarni z Prezydentem                        | 27 586 | 6,52  | 1       | Mieczysław Gil                               |
|                                                       | Polskie Stronnictwo Ludowe Sojusz Programowy                      | 24 741 | 5,85  | 1       | Andrzej Bajołek                              |
|                                                       | Solidarność Pracy                                                 | 12 221 | 2,89  | 1       | Piotr Czarnecki                              |
|                                                       | Porozumienie Ludowe                                               | 10 973 | 2,59  | –       |                                              |
|                                                       | Polska Partia Przyjaciół Piwa                                     | 10 581 | 2,50  | –       |                                              |
|                                                       | Unia Polityki Realnej                                             | 8662   | 2,05  | –       |                                              |
|                                                       | Chrześcijańska Demokracja                                         | 5107   | 1,21  | –       |                                              |
|                                                       | Koalicja Republikańska                                            | 4502   | 1,06  | –       |                                              |
|                                                       | Stronnictwo Demokratyczne                                         | 3916   | 0,93  | –       |                                              |
|                                                       | Koalicja Polskiej Partii Ekologicznej i Polskiej Partii Zielonych | 3377   | 0,80  | –       |                                              |
|                                                       | Partia Chrześcijańskich Demokratów                                | 2490   | 0,59  | –       |                                              |
|                                                       | Ruch Demokratyczno-Społeczny                                      | 2065   | 0,49  | –       |                                              |
|                                                       | Stronnictwo Narodowe                                              | 2017   | 0,48  | –       |                                              |
|                                                       | Sojusz Kobiet Przeciw Trudnościom Życia                           | 1922   | 0,45  | 1       | Bożena Gaj                                   |
|                                                       | Polska Partia Ekologiczna – Zieloni                               | 1802   | 0,43  | –       |                                              |
|                                                       | Partia Wolności                                                   | 1759   | 0,42  | –       |                                              |
|                                                       | Zdrowa Polska - Sojusz Ekologiczny                                | 1743   | 0,41  | –       |                                              |
|                                                       | Partia „VICTORIA”                                                 | 1621   | 0,38  | –       |                                              |
|                                                       | Konfederacja Pracodawców                                          | 849    | 0,20  | –       |                                              |
|                                                       | Blok Ludowo-Chrześcijański                                        | 528    | 0,12  | –       |                                              |
|                                                       | Narodowy KW                                                       | 435    | 0,10  | –       |                                              |
|                                                       | Wyborczy Blok Mniejszości                                         | 286    | 0,07  | –       |                                              |
|                                                       | Polski Związek Zachodni                                           | 268    | 0,06  | –       |                                              |
| Frekwencja: 48,15% Źródło: Państwowa Komisja Wyborcza |                                                                   |        |       |         |                                              |